# 北海道道848号鷹栖江丹別線
北海道道848号鷹栖江丹別線（ほっかいどうどう848ごう たかすえたんべつせん）は、北海道上川郡鷹栖町と旭川市を結ぶ一般道道（北海道道）である。

## 概要

### 路線データ
- 起点：北海道上川郡鷹栖町25線（維文）
- 終点：北海道旭川市江丹別町中央（北海道道72号旭川幌加内線交点）

- 路線延長：13.4 km（内、重複区間7.2 km）

## 歴史
- 1975年（昭和50年）3月31日 路線認定[1]。

## 路線状況

### 重複区間
- 起点 - 鷹栖町20線（北海道道251号雨竜旭川線）
- 旭川市江丹別町芳野 - 終点（北海道道72号旭川幌加内線）

## 地理

### 通過する自治体
- 上川総合振興局
  - 上川郡鷹栖町
  - 旭川市

### 交差する道路
鷹栖町
- 北海道道251号雨竜旭川線＝起点 - 20線（重複）

旭川市
- 北海道道72号旭川幌加内線＝江丹別町芳野 - 終点（重複）

### 沿線にある施設など
旭川市
- 江丹別郵便局 - 江丹別町中央105
- あさひかわ農業協同組合江丹別支所 - 江丹別町中央106
- 江丹別市民交流センター - 江丹別町中央104-28
- 旭川市立江丹別中学校 - 江丹別町中央